# Zosterops minutus
Zosterops minutus е вид птица от семейство Zosteropidae.

## Разпространение
Видът е разпространен в Нова Каледония.